# Todor Wladigerow
Todor Andreew Wladigerow (bulgarisch Тодор Андреев Владигеров; * 28. August 1898 in Sofia; † 17. Juli 1967 ebenda) war ein bulgarischer Wirtschaftswissenschaftler.

## Leben
Wladigerow studierte in Berlin Wirtschafts- und Sozialwissenschaften. Von 1932 bis 1934 war er an der Universität zu Berlin als Dozent tätig. Ab 1938 war er in Sofia und Swischtow Professor für politische Ökonomie. Wladigerow war Mitglied der Bulgarischen Akademie der Wissenschaften.
In seinen wissenschaftlichen Arbeiten befasste er sich mit der internationalen Wirtschaft und Problemstellungen des fiktiven Kapitals.
Wladigerow wurde mit dem Dimitrow-Preis ausgezeichnet.